# Josef von Manowarda
Josef von Manowarda (ur. 3 lipca 1890 w Krakowie, zm. 24 grudnia 1942 w Berlinie) – austriacki śpiewak operowy, bas.

## Życiorys
Studiował w Grazu, gdzie w 1911 roku zadebiutował jako śpiewak. Od 1915 do 1918 roku występował w wiedeńskiej Volskoper, następnie 1918–1919 śpiewał w Wiesbaden. W latach 1919–1942 był solistą Opery Wiedeńskiej, która w 1929 roku przyznała mu tytuł Kammersänger. Gościł na festiwalu w Bayreuth (1931–1942) i festiwalu w Salzburgu (1922–1938). Od 1935 roku występował w Staatsoper w Berlinie.
Do jego popisowych ról należały: Osmin w Uprowadzeniu z seraju, Król Marek w Tristanie i Izoldzie, Gurnemanz w Parsifalu i Filip II w Don Carlosie. Kreował rolę Geisterbote w prapremierowym przedstawieniu opery Richarda Straussa Kobieta bez cienia (Wiedeń 1919).